# Obština Loznica
Obština Loznica (bulharsky Община Лозница) je bulharská jednotka územní samosprávy v Razgradské oblasti. Leží ve středním Bulharsku mezi vysočinami Dolnodunajské nížiny a Předbalkánem. Správním střediskem je město Loznica, kromě něj zahrnuje obština 15 vesnic. Žije zde necelých 9 tisíc stálých obyvatel.

## Sídla
Všechna sídla v obštině jsou samosprávná.
| - Beli Lom - Čudomir - Gorocvet - Gradina - Kamenar - Krojač | - Lovsko - Loznica (sídlo správy) - Manastirci - Manastirsko - Sejdol | - Siňa Voda - Studenec - Trăbač - Trapište - Veselina |

## Sousední obštiny
| Růžice kompasu | Razgrad |                 | Samuil   | Růžice kompasu |
| Růžice kompasu | Popovo  | Sever           | Chitrino | Růžice kompasu |
| Růžice kompasu | Popovo  | Obština Loznica | Chitrino | Růžice kompasu |
| Růžice kompasu | Popovo  | Jih             | Chitrino | Růžice kompasu |
| Růžice kompasu |         | Tărgovište      | Šumen    | Růžice kompasu |

## Obyvatelstvo
V obštině žije 8 565 stálých obyvatel a včetně přechodně hlášených obyvatel 13 294. Podle sčítáni 1. února 2011 bylo národnostní složení následující:
- Turci: 4 440 (59.3 %)
- Bulhaři: 2 812 (37.6 %)
- Romové: 59 (0.8 %)
- ostatní: 177 (2.4 %)